# Canton de Fameck
Le canton de Fameck est une circonscription électorale française située dans le département de la Moselle et la région Grand Est.

## Géographie
Ce canton est organisé autour de Fameck dans l'arrondissement de Thionville. Son altitude varie de 150 m (Uckange) à 363 m (Fameck).

## Histoire
- Le canton est créé par le décret du 25 janvier 1982 par scission du canton de Florange[1].
- Il était situé dans l'arrondissement de Thionville-Ouest jusqu'au 31 décembre 2014.
- Par décret du 18 février 2014, le nombre de cantons du département est divisé par deux, avec mise en application aux élections départementales de mars 2015. Le canton de Fameck est conservé et s'agrandit. Il passe de 3 à 5 communes[2].

## Représentation

### Représentation avant 2015
| Période        | Période          | Identité           | Étiquette | Qualité                                                                                       |
| -------------- | ---------------- | ------------------ | --------- | --------------------------------------------------------------------------------------------- |
| 1982           | 1985             | Patrick Quinqueton | PS        | Inspecteur du Travail                                                                         |
| 1985           | 1992             | Marcel Wendling    | RPR       | Médecin à Fameck                                                                              |
| 1992           | 2002 (démission) | Michel Liebgott    | PS        | Inspecteur des affaires sanitaires et sociales Député (1997-2017) Maire de Fameck depuis 1989 |
| 6 octobre 2002 | 2008 (décès)     | Gérard Lamm        | PS        | Maire de Mondelange (2001-2008)                                                               |
| 2008           | 2015             | Clément Arnould    | PS        | Adjoint au maire de Fameck                                                                    |

### Représentation à partir de 2015
| Période élective | Période élective | Mandat | Mandat   | Identité        | Nuance | Nuance | Qualité                                                          |
| ---------------- | ---------------- | ------ | -------- | --------------- | ------ | ------ | ---------------------------------------------------------------- |
| 2015             | 2021             | 2015   | 2021     | Clément Arnould |        | PS     | Adjoint au maire de Fameck                                       |
| 2015             | 2021             | 2015   | 2021     | Michèle Bey     |        | PS     | Professeur des écoles Conseillère municipale de Florange         |
| 2021             | 2028             | 2021   | en cours | Rémy Dick       |        | LR     | Maire de Florange, 13ème Vice-Président du conseil départemental |
| 2021             | 2028             | 2021   | en cours | Laurence Kléber |        | DVD    | Assistante sociale, adjointe au maire de Mondelange              |

### Résultats détaillés

#### Élections de mars 2015
À l'issue du 1er tour des élections départementales de 2015, deux binômes sont en ballottage : Damien Bourgois et Murielle Deiss (FN, 30,63 %) et Clément Arnould et Michèle Bey (PS, 29,83 %). Le taux de participation est de 37,97 % (10 433 votants sur 27 474 inscrits) contre 44,87 % au niveau départemental et 50,17 % au niveau national.
Au second tour, Clément Arnould et Michèle Bey (PS) sont élus avec 59,43 % des suffrages exprimés et un taux de participation de 39,29 % (5 952 voix pour 10 793 votants et 27 472 inscrits).

#### Élections de juin 2021
Le premier tour des élections départementales de 2021 est marqué par un très faible taux de participation (33,26 % au niveau national). Dans le canton de Fameck, ce taux de participation est de 19,5 % (5 432 votants sur 27 863 inscrits) contre 26,75 % au niveau départemental. À l'issue de ce premier tour, deux binômes sont en ballottage : Rémy Dick et Laurence Kleber (Union au centre et à droite, 34,32 %) et Denis Centomo et Christine Rayeur (RN, 28,35 %).
Le second tour des élections est marqué une nouvelle fois par une abstention massive équivalente au premier tour. Les taux de participation sont de 34,36 % au niveau national, 27,16 % dans le département et 19,93 % dans le canton de Fameck. Rémy Dick et Laurence Kleber (Union au centre et à droite) sont élus avec 64,87 % des suffrages exprimés (3 386 voix pour 5 556 votants et 27 872 inscrits),,.

## Composition

### Composition de 1982 à 2015

Situation du canton de Fameck dans l'arrondissement de Thionville-Ouest avant 2015.

Le canton de Fameck regroupait 3 communes.
| Nom                | Code Insee | Codepostal | Superficie (km2) | Population (dernière pop. légale) | Densité (hab./km2) |
| ------------------ | ---------- | ---------- | ---------------- | --------------------------------- | ------------------ |
| Fameck (chef-lieu) | 57206      | 57290      | 12,45            | 13 656 (2012)                     | 1 097              |
| Mondelange         | 57474      | 57300      | 4,10             | 5 999 (2012)                      | 1 463              |
| Richemont          | 57582      | 57270      | 8,48             | 1 863 (2012)                      | 220                |

### Composition après 2015
Le canton de Fameck comprend désormais cinq communes entières.
| Nom                            | Code Insee | Intercommunalité    | Superficie (km2) | Population (dernière pop. légale) | Densité (hab./km2) | Modifier                                    |
| ------------------------------ | ---------- | ------------------- | ---------------- | --------------------------------- | ------------------ | ------------------------------------------- |
| Fameck (bureau centralisateur) | 57206      | CA du Val de Fensch | 12,45            | 14 759 (2022)                     | 1 185              | modifier les données · modifier les données |
| Florange                       | 57221      | CA du Val de Fensch | 13,16            | 11 891 (2022)                     | 904                | modifier les données · modifier les données |
| Mondelange                     | 57474      | CC Rives de Moselle | 4,10             | 5 739 (2022)                      | 1 400              | modifier les données · modifier les données |
| Richemont                      | 57582      | CC Rives de Moselle | 8,48             | 2 145 (2022)                      | 253                | modifier les données · modifier les données |
| Uckange                        | 57683      | CA du Val de Fensch | 5,56             | 7 001 (2022)                      | 1 259              | modifier les données · modifier les données |
| Canton de Fameck               | 5706       |                     | 43,75            | 41 535 (2022)                     | 949                | modifier les données                        |

## Démographie

### Démographie avant 2015
| 1982   | 1990   | 1999   | 2006   | 2011   | 2012   |
| ------ | ------ | ------ | ------ | ------ | ------ |
| 22 711 | 21 499 | 20 124 | 20 009 | 21 019 | 21 518 |

### Démographie depuis 2015
En 2022, le canton comptait 41 535 habitants, en évolution de +2,68 % par rapport à 2016 (Moselle : +0,52 %, France hors Mayotte : +2,11 %).
| 2013   | 2018   | 2022   |
| ------ | ------ | ------ |
| 39 788 | 40 683 | 41 535 |